# Feliksów (Lublin)
Pour les articles homonymes, voir Feliksów.
Feliksów (prononciation : [fɛˈliksuf]) est un village polonais de la gmina de Uchanie dans le powiat de Hrubieszów de la voïvodie de Lublin dans l'est de la Pologne.

## Histoire
De 1975 à 1998, le village est attaché administrativement à la voïvodie de Zamość.

Depuis 1999, il fait partie de la voïvodie de Lublin.